# Carl-Johan Fogelklou
Carl-Johan Peter Crispin Fogelklou, född 15 augusti 1980 i Uppsala församling, Uppsala län, är en svensk musiker (basist). Han är medlem i rockbandet Mando Diao.

## Biografi
Fogelklou är uppvuxen i Sigtuna dit han flyttade 1982. Han började spela i Mando Diao hösten 2000 när han studerade i Falun. Han spelade tidigare klassisk kontrabas och har gått musikutbildning på Framnäs Folkhögskola 1999-2000, 
Musikkonservatoriet i Falun 2000-2001 och Kungliga Musikhögskolan 2001-2002.[källa behövs]

### Fotnoter
1. ↑  Sveriges befolkning
2000:
Fogelklou, Carl-Johan Peter Crispin
(1980-08-15)
Försäkringskassan, uttag avseende 20001231 (2014)
2. ↑  ”Carl-Johan Fogelklou”. Svensk Filmdatabas. http://sfi.se/sv/svensk-filmdatabas/Item/?type=PERSON&itemid=325556&ref=%2ftemplates%2fSwedishFilmSearchResult.aspx%3fid%3d1225%26epslanguage%3dsv%26searchword%3dfogelklou%26type%3dPerson%26match%3dBegin%26page%3d1%26prom%3dFalse. Läst 13 januari 2013.